# Csigalepkeformák
A csigalepkeformák (Limacodinae) a valódi lepkék (Glossata) alrendjében a csigalepkefélék (Limacodidae) családjának névadó alcsaládja.

## Származásuk, elterjedésük
Az alapjában kozmopolita alcsalád fajainak többsége amerikai. Európában négy nem összesen öt faja fordul elő; közülük kettő Magyarországon is — ezeket a nemek felsorolásánál feltüntettük.

## Rendszerezésük
Az alcsaládba az alábbi 145 nem tartozik:
- Acharia
- Adoneta
- Afraltha
- Afrobirthama
- Alarodia
- Altha
- Althonarosa
- Aphendala
- Apoda Haworth, 1809
  - kagylólepke (Apoda limacodes Hufnagel, 1766) — Magyarországon közönséges (Fazekas, 2001; Buschmann, 2004; Mészáros, 2005; Pastorális, 2011; Pastorális & Szeőke, 2011);
- Arabessa
- Astatophlebia
- Atosia
- Austrapoda
- Avatara
- Barabashka
- Barisania
- Belippa
- Birthama
- Birthamoides
- Birthamula
- Birthosea
- Blazia
- Caelestomorpha
- Caissa
- Calauta
- Cania
- Caniatta
- Ceratonema
- Chalcocelis
- Chalcoscelides
- Cheromettia
- Chibaraga
- Chrysamma
- Coenobasis
- Cryptophobetron
- Darna
- Delorhachis
- Demonarosa
- Devaz
- Dichromapteryx
- Epiclea
- Epiperola
- Euclea
- Euphlyctina
- Euphlyctinides
- Euphobetron
- Euprosterna
- Fignya
- Flavinarosa
- Gavara
- Griseothosea
- Halseyia
- Hampsonella
- Heterogenea (Knoch, 1783)
  - csigalepke (Heterogenea asella Denis & Schiffermüller, 1775)  — Magyarországon közönséges (Fazekas, 2001; Buschmann, 2004; Pastorális, 2011; Pastorális & Szeőke, 2011);
- Hoyosia
- Hyphorma
- Iraga
- Iragoides
- Isa
- Isochaetes
- Isopenthocrates
- Kitanola
- Latoia
- Lemuriostroter
- Letois
- Limacocera
- Limacolasia
- Lithacodes
- Mahanta
- Mambarilla
- Mambarona
- Matsumurides
- Mediocampa
- Micraphe
- Microleon
- Miresa
- Monema
- Monoleuca
- Mummu
- Nagodopsis
- Narosa
- Narosoideus
- Narosopsis
- Naryciodes
- Natada
- Nirmides
- Olona
- Omocenoides
- Orthocraspeda
- Oxyplax
- Packardia
- Pantoctenia
- Parapluda
- Parasa
- Parnia
- Paroxyplax
- Perola
- Phlossa
- Phobetron
- Phocoderma
- Phrixolepia
- Ploneta
- Praesetora
- Prapata
- Pretas
- Prolimacodes
- Pseudaltha
- Pseudidonauton
- Pseudiragoides
- Pseudocaissa
- Pseudonirmides
- Pseudopsyche
- Quasinarosa
- Quasithosea
- Rhamnosa
- Saccurosa
- Sansarea
- Scopelodes
- Semyra
- Setora
- Sibine
- Somara
- Spatulifimbria
- Squamosa
- Striogyia
- Stroter
- Susica
- Talima
- Tanadema
- Tanvia
- Teinorhynca
- Tennya
- Tetraphleba
- Thosea
- Tortricidia
- Trichogyia
- Triplophleps
- Unithosea
- Vanlangia
- Venadicodia
- Vipaka
- Vipsania
- Vipsophobetron